# Cimetière militaire allemand de Meurchin
Le cimetière militaire allemand de Meurchin (Deutscher Soldatenfriedhof Meurchin) est un cimetière militaire de la Première Guerre mondiale situé sur le territoire de la commune de Meurchin, Pas-de-Calais.

## Localisation
Ce cimetière est imbriqué dans le  cimetière communal à proximité de l'église.

## Historique
Occupée dès la fin août 1914 par les troupes allemandes, Meurchin est restée dans la zone des combats jusqu'en septembre 1918 lorsque le secteur a été repris par les troupes britanniques. Le cimetière militaire allemand de Meurchin a été créé au début de 1915 par les troupes allemandes qui y ont enterré leurs morts jusqu’en juin 1917. La première inhumation de six artilleurs prussiens avait eu lieu le 8 octobre 1914. La plupart des victimes sont tombées lors des combats des années 1915-1916. Les soldats victimes de la guerre des mines souterraines sont particulièrement nombreux. Ainsi moururent 50 soldats allemands lors d'une explosion le 2 mars 1916 à Carvin. Les premiers travaux d'amélioration du cimetière, grâce à un accord conclu en 1926 avec les autorités militaires françaises compétentes, ont été réalisés.
En 1978, le Volksbund Deutsche Kriegsgräberfürsorge  a procédé à la conception définitive du cimetière et au remplacement des anciennes croix de bois provisoires par des croix en métal ou en pierre comportant les noms et dates de ceux qui reposent ici.

## Caractéristique
Ce cimetière est agrémenté de nombreux arbres. Il comporte les tombes individuelles de 828 soldats allemands dont 24 ne sont pas identifiés.

## Sépultures
| Pays      | Sépultures |
| --------- | ---------- |
| Allemagne | 828        |

## Pour approfondir